# Catastrophe de la fosse Notre-Dame de 1869
La catastrophe de la fosse Notre-Dame de 1869 est une catastrophe minière causée par la chute de la cage de transport des mineurs le 27 juillet 1869  la Fosse Notre Dame à Waziers de la Compagnie des mines d'Aniche.
La catastrophe est déclenchée par la chute de 150 mètres d'un bloc de maçonnerie dans le puits de fosse percutant une cage en remontée où se trouvaient douze mineurs. La cage se décroche pour s'enfoncer au fond du puits dans 5 mètres d'eau. Elle entraine 11 tués dont 2 galibots de douze ans et l'un de seize ans. Seul Jean Baptiste Blanquet âgé de quinze ans a échappé à la mort,,.

## Contexte

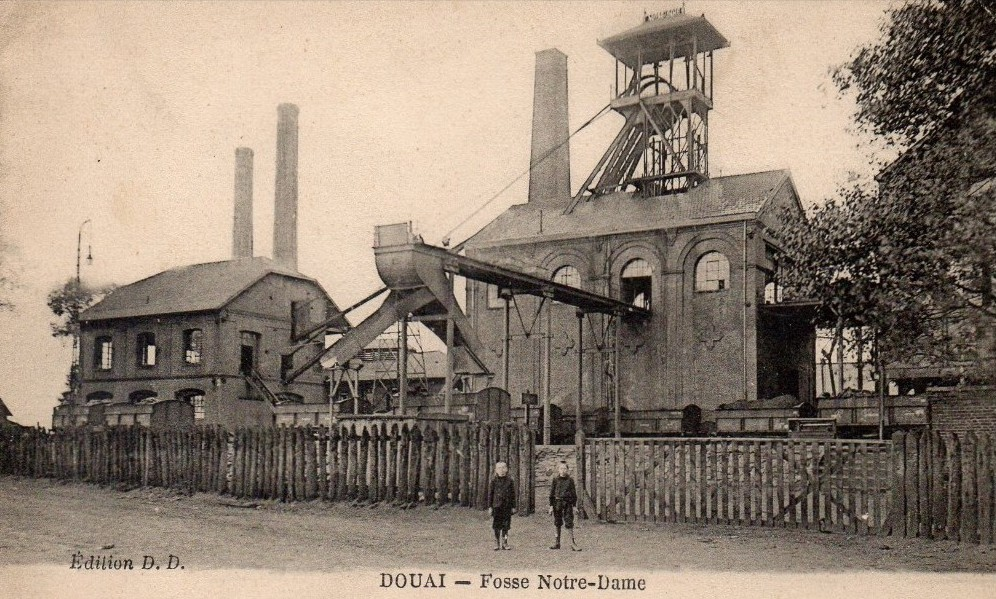
Fosse Notre dame à Waziers

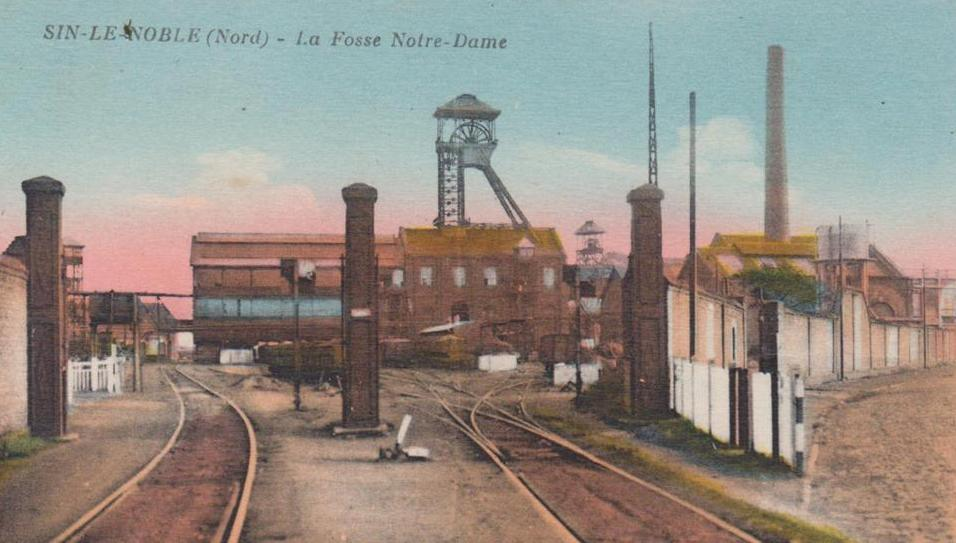
Fosse Notre dame à Waziers

## Circonstances
Le journal L'indépendant de Douai relate précieusement les circonstances:
« Vers deux heures et demie de l'après-midi on remontait du fond douze ouvriers mineurs dans une cage pesant vide environ 4,000 kilogrammes
A peine cette cage était-elle hissée à hauteur de soixante pieds qu'un éboulement se déclenche quelques mètres plus haut. Un bloc d'un mètre cube de maçonnerie vint frapper brusquement l'un des angles supérieurs de la cage, la fit basculer en brisant l'un des guides destinés à la maintenir pendant l'ascension. Les ouvriers qui s'y trouvaient furent précipités dans le vide et tombèrent dans un bassin qui reçoit les eaux provenant des infiltrations continuelles du puits.
Ce bassin contenait alors environ 40 hectolitres d'eau soit une couche de près de cinq mètres. D'un autre côté les anneaux des câbles qui hissaient la cage sortirent de leurs crochets et cette espèce de wagon vint se briser à son tour dans le fond du puits sur les malheureux qu'une terrible chute avait déjà tués peut-être. Un seul des ouvriers sur douze a échappé comme par miracle à cette catastrophe. Les mineurs occupés dans les diverses galeries sont accourus au bruit épouvantable causé par la chute de la cage.
Ils virent alors surnager un de leurs camarades qui fou de terreur poussait des cris déchirants Ils s'empressèrent de lui tendre une perche. Immédiatement remonté couvert de meurtrissures il n'avait pu encore recouvrer la parole à dix heures du soir. À l'heure qu'il est il se porte aussi bien que possible. Il doit la vie à un miracle. Des douze ouvriers que renfermait la cage un seul le sieur Jean Baptiste Blanquet âgé de quinze ans a donc échappé à la mort.
Malgré les plus énergiques efforts on ne pourra retirer qu'aujourd'hui mercredi les onze autres victimes dont six laissent des veuves et des orphelins. Détail douloureux à écrire on a déjà extrait du puits au milieu des décombres des bras et des jambes entièrement mutilés. La cage employée à la remonte des ouvriers à la fosse Notre Dame est un appareil tout spécial pour cet usage muni d'un parachute du système le plus perfectionné.
Mais sous le choc du fragment de maçonnerie d'ailleurs peu considérable tombant d'une hauteur de cent cinquante mètres la cage a éprouvé une secousse tellement violente que non seulement la barre d'attelage au câble s'est brisée mais encore la cage elle-même s'est déformée est sortie de ses guides et le jeu du parachute s'est trouvé annulé.
Dans ce puits qui date à peine de dix ans on ne peut guère s'expliquer la chute du fragment de maçonnerie que par une désagrégation résultant d'une infiltration d eau. »

## Les victimes
Par ordre des actes de décès du no 73 au no 83 de 1869 aux archives départementales du Nord:
Delewarde Augustin; 33 ans de Waziers, Lancelin Nicolas; 20 ans de Sin-le Noble, François Firmin; 35 ans de Waziers, Delcourt Edouard; 12 ans  de Sin-le-Noble, Dulieux Émile; 16 ans  de Sin-le Noble, Poulain Arnauld; 12 ans  de Sin-le Noble, Poulain Charles-Joseph; 24 ans  de Sin-le Noble, Agez Alexandre; 21 ans de Dorignies, Bouchy Cyprien; 32 ans de Sin-le Noble, Lévêque Oscar-Joseph; 25 ans  de Sin-le Noble, et Quiquempois Oscar; 28 ans de Waziers
Les onze victimes sont domiciliées 8 à Sin-le-Noble, 3 à Waziers et une à Dorignies.

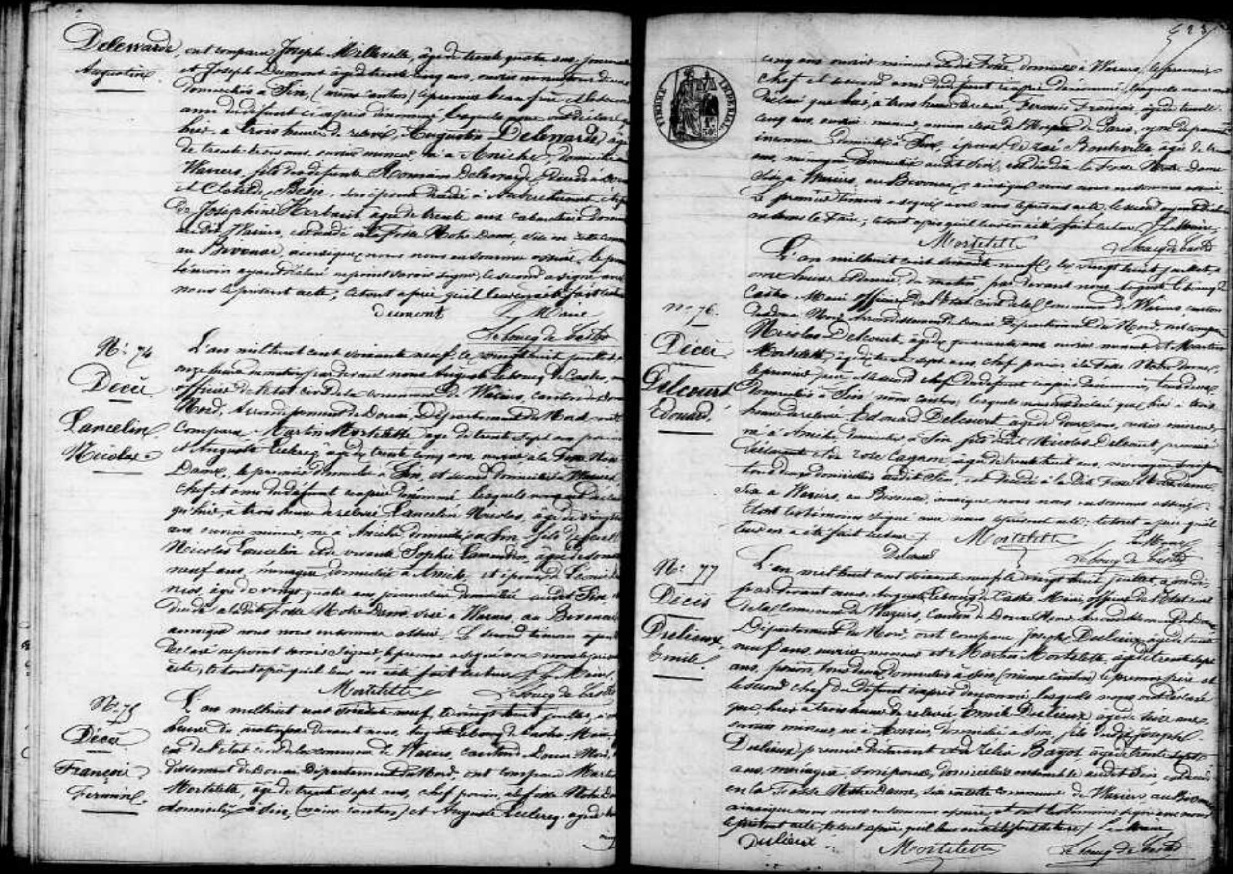
actes de décès n 73 à 77 du 28 juillet 1869
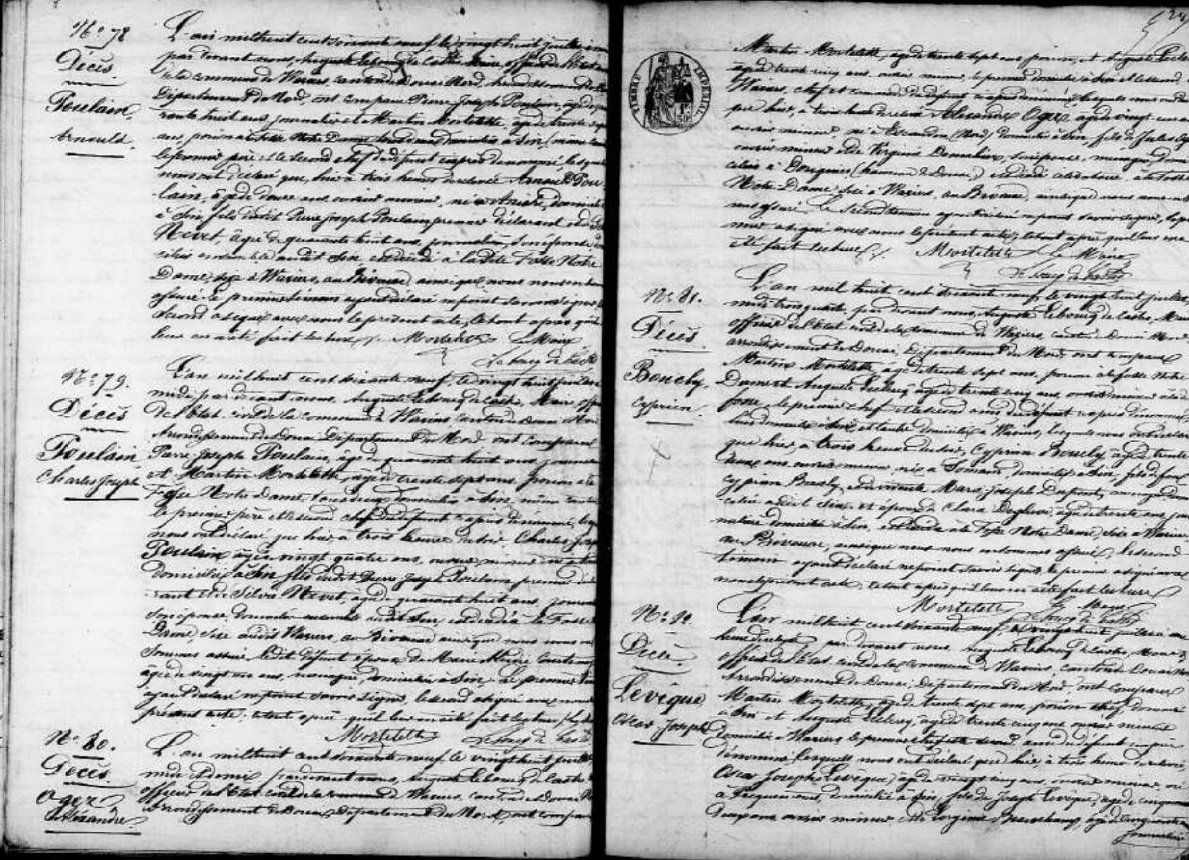
actes de décès n 78 à 82 du 28 juillet 1869
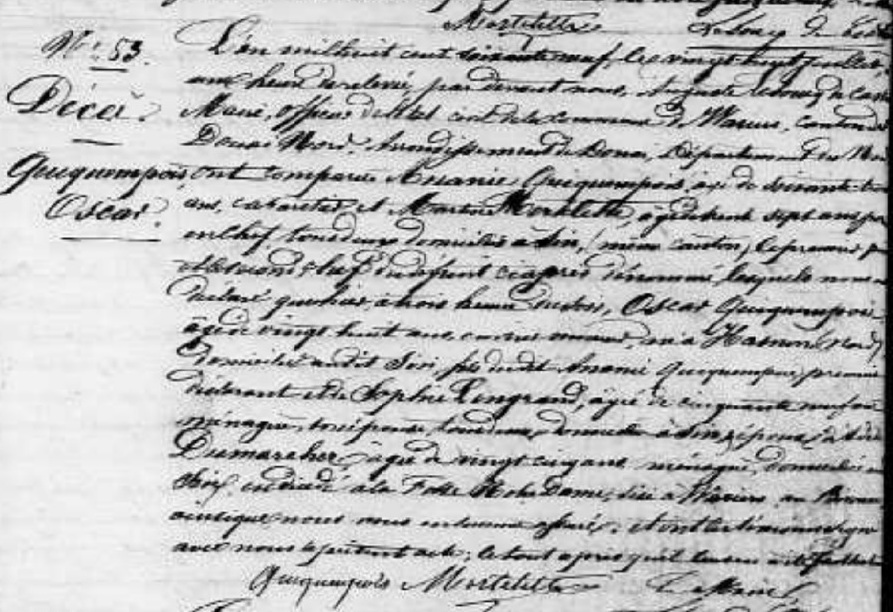
acte de décès n 83 du 28 juillet 1869

## Funérailles

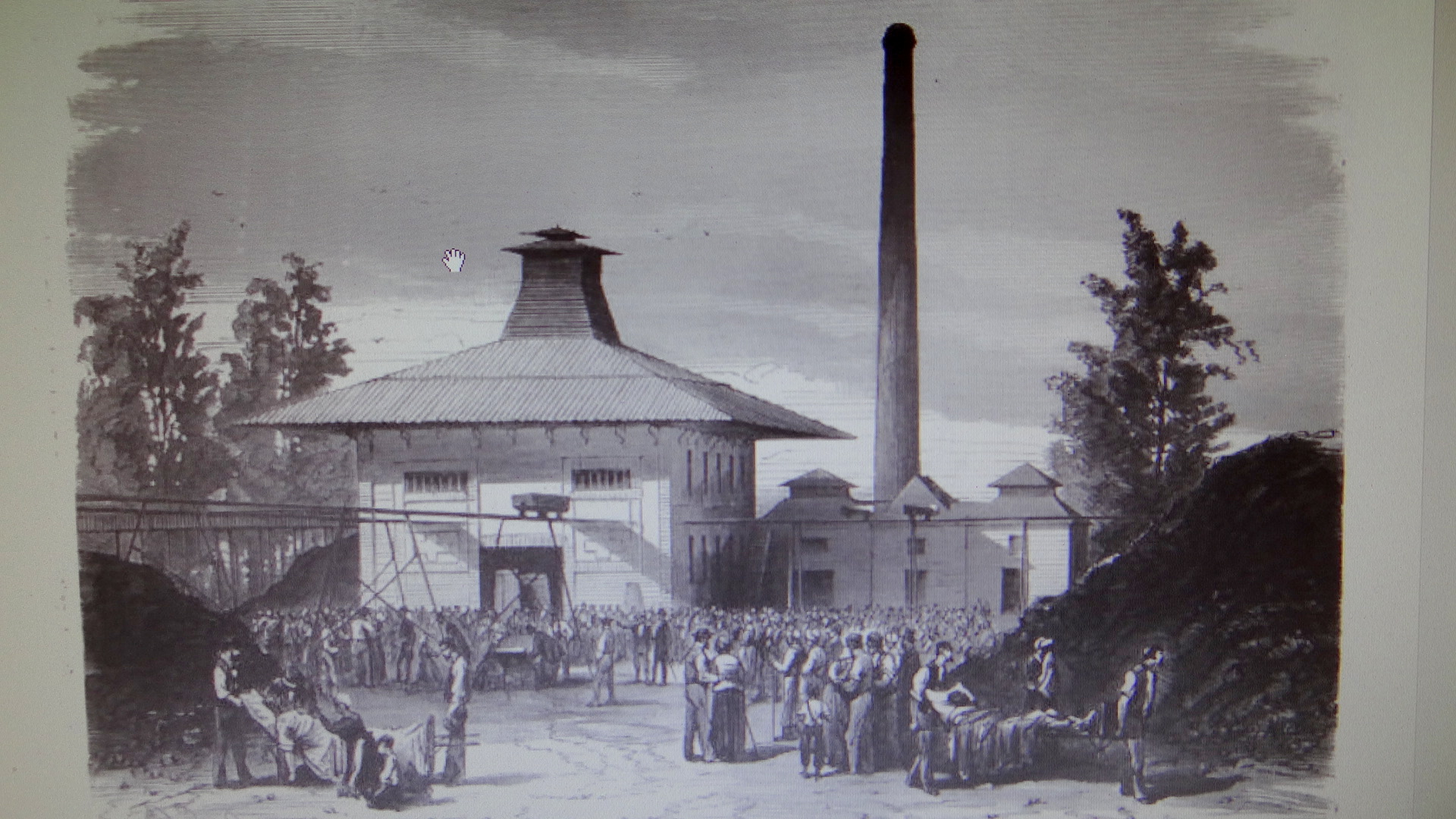
remontée des corps

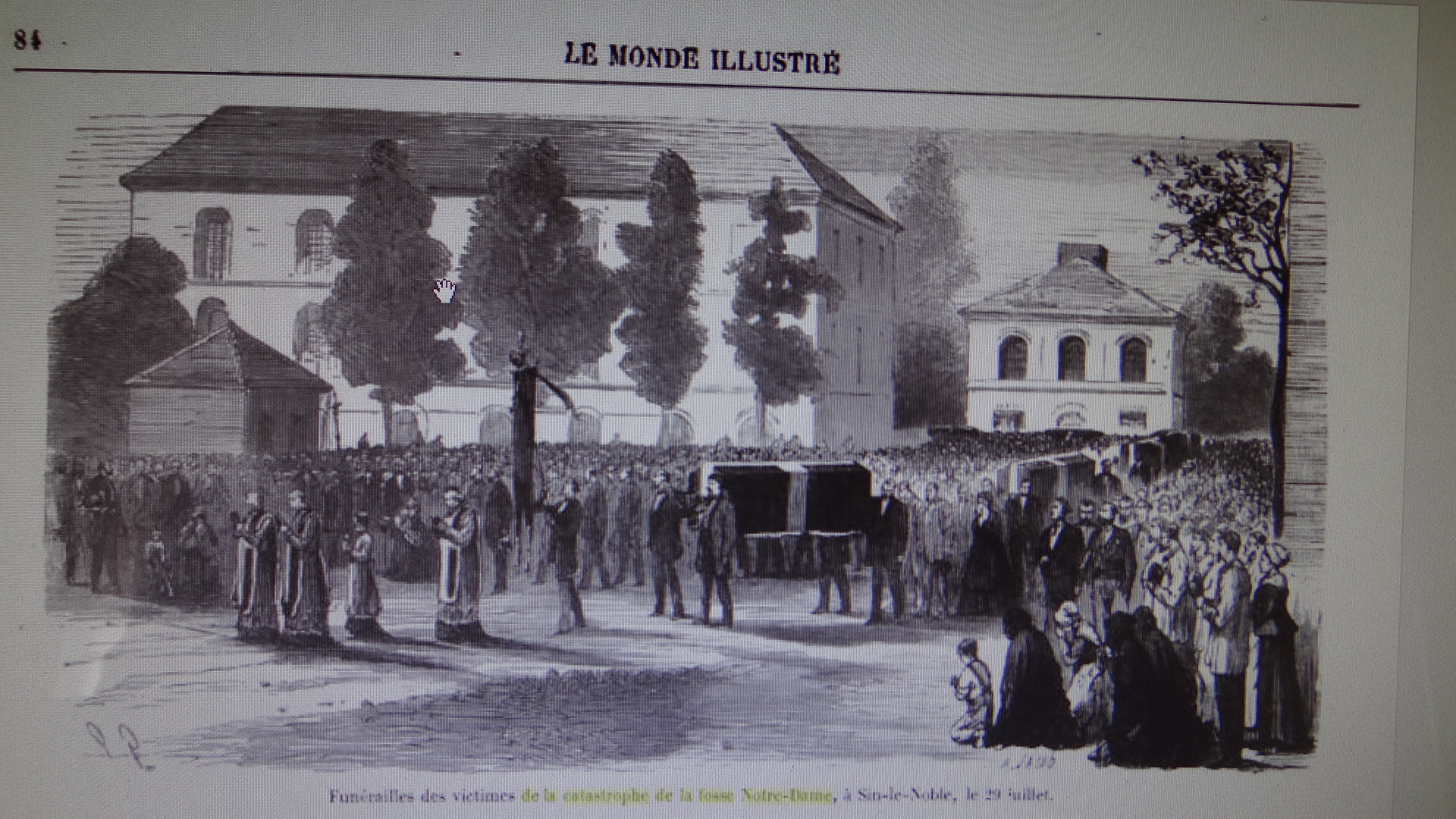
Funérailles à Sin-le-Noble

La presse de l'époque relate les funérailles citant les personnalités présentent, déplorant les courageux et modestes coopérateurs moissonnés prématurément sur le champ de bataille de l'industries selon M. Émile Vuillemin. Aucun nom de victimes. L'indépendant relate l'événement de la façon suivante :
« Les funérailles des victimes ont eu lieu jeudi 29 juillet 1869 à onze heures du matin en l'église paroissiale de Sin-le-Noble au milieu d'un concours considérable de population accourue de la ville et des villages limitrophes. Le deuil était conduit par M. le conseiller d'État administrateur du département du Nord, M. le premier président, M. le sous-préfet de l'arrondissement, le maire de Douai, le colonel commandant la place, M. le député Choque, l’ingénieur en chef du département, une députation de la presse et un nombre considérable d'administrateurs et de notables qui avaient tenu à affirmer par leur présence la part que prend le département a la douleur de familles si cruellement éprouvées. Quant au cortège funèbre il faut renoncer à décrire le spectacle navrant de cette série de cercueils suivis de familles éplorées faisant éclater leur douleur par des sanglots et des cris. Après l'inhumation dont les détails matériels ont duré plus d'une demi-heure, véritable siècle au milieu de ces scènes de deuil, M. Émile Vuillemin directeur de la compagnie d'Aniches a pris la parole et dans une allocution sortie du cœur a rendu hommage à la mémoire de ces victimes du travail et a donné à leurs familles l'assurance que si la société ne pouvait rendre la vie à ceux qui ne sont plus elle comprenait ses devoirs et qu'elle adoptait les familles de ses courageux et modestes coopérateurs moissonnés prématurément sur le champ de bataille de l'industrie ».